# Витратометрія
Витратометрія -це аналіз стану та визначення перспектив розвитку у галузі витратометрії газу, метрології, стандартизації та сертифікації. Витратометрія — наука про вимірювання витрат , вивчає та реалізує методи і засоби кількісної оцінки витрат.
Витратометрія -це:
-сучасні методи та засоби вимірювання витрати та кількості газу;
-метрологічне забезпечення вимірювання витрати та кількості газу: методологія, технічна та нормативна база;
-впровадження технічного регламенту щодо суттєвих вимог до засобів вимірювальної техніки;
-калібрувальні та вимірювальні можливості  у галузі вимірювання витрати та кількості газу;
-економічні аспекти підвищення точності обліку газу;
-підготовка спеціалістів у галузі вимірювання витрати та кількості газу.
Витратометрія вивчає кількісні  взаємозв'язки з використанням математичних і статистичних методів.До цього сімейства відносяться- економетрія,біометрія,  хемометрія, кваліметрія. 

## Витрати повітря
Для одержання  величини витрати повітря застосовують  витратоміри повітря. Опір використовуваного у витратомірі нагрітого відрізка дроту або керамічного елемента підтримується постійним при однаковій температурі. Необхідний для нагріву електричний струм є мірою витрати повітря.  Для перевірки витратоміра повітря до його сигнального проводу під’єднують осцилограф і вимірюють витрату повітря на режимах вільного прискорення. Крива сигналу, фіксованої осцилографом при справному витратомірі. 
При більш точному випробуванні вимірюють напругу сигналу на різних частотах обертання колінчастого вала. Блок управління регулює напругу таким чином, щоб сила струму не змінювалася, тому при збільшенні опору змінному струму напруга повинна збільшуватися. Шляхом порівняння обох напруг блок управління визначає положення керуючого валика. 